# Não Precisa Mudar
"Não Precisa Mudar" é uma canção da cantora brasileira Ivete Sangalo, lançada como terceiro single oficial do seu segundo álbum ao vivo Multishow Ao Vivo: Ivete no Maracanã (2007). A música conta com a participação do cantor brasileiro Saulo Fernandes.

## Desempenho nas tabelas musicais
| País — Tabela musical (2007)        | Posição de pico |
| ----------------------------------- | --------------- |
| Brasil (Crowley Broadcast Analysis) | 5               |